# مستشفى نيويورك للسرطان
مستشفى نيويورك للسرطان ( NYCH ) تأسست عام 1884، في الجانب الغربي العلوي من مانهاتن، مدينة نيويورك، كمؤسسة لعلاج السرطان والبحث العلمي. يقع المبنى في 455 سنترال بارك ويست بين شارعي ويست 105 و106، وتم بناؤه بين عامي 1884 و1886 مع إضافات أجريت بين عامي 1889 و1890، من تصميم تشارلز كوليدج هايت على الطراز القوطي المتأخر والطراز الفرنسي للقصور، مستوحى من قصور وادي لوار. كان أول مستشفى في الولايات المتحدة مخصصًا لعلاج السرطان، والثاني في العالم بعد مستشفى لندن للسرطان. بعد أن انتقل المبنى وإضافة أقسام له أصبح يعرف اليوم بمركز ميموريال سلون كيترينج للسرطان.
حوالي عام 1955، أصبح المستشفى دار رعاية تاورز، وبدأ المبنى في الانحدار. تم تصنيف المستشفى كمعلم من معالم مدينة نيويورك في عام 1976، وأضيفت إلى السجل الوطني للأماكن التاريخية في عام 1977، عام 2001 حُولت المستشفى إلى شقق سكنية فاخرة، من تصميم المهندسون المعماريون بيركنز إيستمان.

## التأسيس
كان لجيمس ماريون سيمز دور كبير في تأسيس المستشفى. كان سيمز رئيسًا للجمعية الطبية الأمريكية، ويُقال إنه كان الطبيب الأكثر شهرة في البلاد. كان قد استقال من منصبه كمدير لمستشفى المرأة الأول، الذي أسسه عندما منع مجلس إدارة المستشفى قبول مرضى سرطان عنق الرحم. توفي قبل افتتاح المستشفى.
في صيف عام 1884، أصيب الرئيس السابق يوليسيس جرانت بسرطان الحلق. كان يعيش في مبنى من الحجر البني في 3 شارع إيست 66، وقد لفت تدهوره اللاحق انتباه الأمة. اعتُبر هذا المرض غير قابل للشفاء، ومعدي ومخزي، ولكن وفاة جرانت في العام التالي أدت إلى زيادة الوعي بهذا المرض. رغم أن سرطانه كان غير قابل للعلاج جراحياً، إلا أن آخرين كانوا أكثر حظاً، حيث أدى تطور التخدير في منتصف القرن التاسع عشر إلى تمكين الأطباء أخيراً من علاج السرطان جراحياً.
في العام الذي تم فيه تشخيص مرض جرانت، وضع جون جاكوب أستور الثالث، وإليزابيث إتش كولوم، وجون إي بارسونز، وتوماس إيه إيميت، وجوزيف دبليو دريكسل، وغيرهم من الشخصيات البارزة في نيويورك حجر الأساس لمستشفى نيويورك للسرطان، وهو أول مستشفى في البلاد يكرس نفسه حصريًا لرعاية مرضى السرطان. تم تصميم المستشفى على يد تشارلز سي. هايت واكتمل بناؤه في عام 1887، وكان الجزء الأول من المستشفى مخصصًا للنساء فقط، وكان يقع في الزاوية الجنوبية الغربية بين شارع 106 وسنترال بارك ويست. في حفل التكريم، قال طبيب غرانت، فورديس باركر، إن السرطان لا يرجع إلى البؤس أو الفقر أو البيئة الصحية السيئة أو الجهل أو العادات السيئة، بل هو مرض يصيب المثقفين والأثرياء وسكان المناطق.
في عام 1890 تم توسيع المستشفى جنوبًا، وفي كلا القسمين صمم هايت أجنحة دائرية، يبلغ قطرها حوالي 40 قدمًا (12 مترًا)، لتسهيل المراقبة الأفضل من قبل ممرضة في المكتب المركزي ولأن التصميم يوفر مساحة أكبر بين رؤساء الأسرة. كانت التهوية مصدر قلق رئيسي، لذلك تم إنشاء قناة في وسط العنابر لإزالة ما قيل إنها روائح شديدة ناتجة عن المرض. قام هايت بعمل العنابر المستديرة في الهندسة المعمارية الخارجية، والتي نفذها بالطوب الأحمر العميق والبني الناعم من حجر بيلفيل البني، مع أبراج مخروطية كبيرة موضوعة بشكل غير منتظم على الجبهات الثلاث. أعطت الأبراج الكبيرة والعريضة للمستشفى طابع القصر الفرنسي، مثل قصر شامبور في شامبور، لوار إيه شير، فرنسا، وجعلته أحد أهم قطع العمارة المؤسسية في نيويورك حتى اليوم. يقال على نطاق واسع أنه من الأسهل بكثير اعتباره متحفًا فنيًا بدلاً من مستشفى.

## التطور الطبي
خلال فترة افتتاح المستشفى، كان العلاج لمرض السرطان في الغالب علاجًا تلطيفيًا . قد قدم المستشفى ما اعتبر أفضل العلاجات المتاحة في ذلك الوقت. كان علاج السرطان يعني في أفضل الأحوال تخفيف الألم وجعل المريض يشعر بالراحة قدر الإمكان. في الواقع، كان العديد من المرضى يأتون إلى مستشفى نيويورك للسرطان ليموتوا، بعد أن تم تسكين آلامهم بالمورفين. كما شملت أشكال الإغاثة الأخرى رحلات بعربات تجرها الخيول في سنترال بارك وإقامة الخدمات يوم الأحد في كنيسة القديسة إليزابيث المجرية، شفيعة المرضى في المستشفى.
منذ بداياتها، بدت مدينة نيويورك مليئة بالمصائب. بعد أشهر قليلة من وضع حجر الأساس للمستشفى الجديد، توفيت واحدة من المستفيدين الرئيسيين، إليزابيث هاميلتون كولوم، بسبب سرطان الرحم. بالمصادفة، توفيت زوجة جون جاكوب أستو، شارلوت أوغوستا أستور، أيضًا بسرطان الرحم قبل أسبوع واحد فقط من الافتتاح الكبير للمستشفى في ديسمبر 1887، ففقدت بذلك فرصة شفائها على الأرجح. بفضل مساهماته المالية السخية في المنشأة، تم تخصيص الجناح الأول في مستشفى نيويورك للسرطان ليكون "جناح أستور".

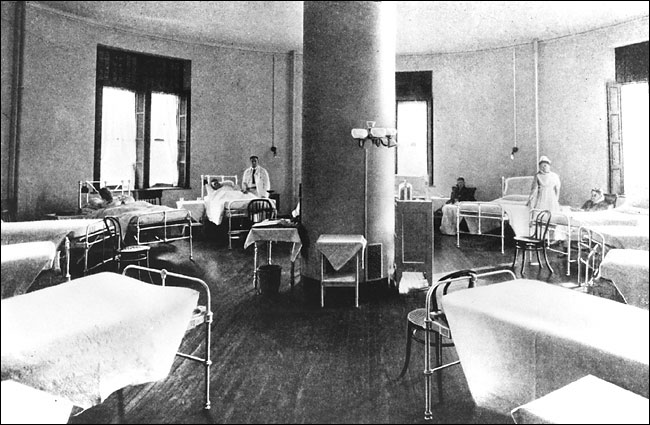
مستشفى نيويورك للسرطان قديماً

استوحى المهندس المعماري تشارلز هيجت تصميم الأبراج الدائرية من النظريات الطبية الحديثة والقصور الفرنسية في القرن السادس عشر، وقد صممها لمنع الجراثيم والأوساخ من التراكم في الزوايا الحادة، والتي كانت تعتبر في ذلك الوقت مأوى للأمراض. كان هناك عمود هواء يمر عمودياً عبر مركز كل برج لمنع الهواء من الركود في الأجنحة. اعتُبر هذا التصميم أحدث ما توصلت إليه تكنولوجيا التهوية في القرن التاسع عشر، وعلقت صحيفة نيويورك تايمز في عام 1888 قائلةً: "بشكل عام، تمثل هذه الميزات بداية جديدة في بناء المستشفيات وتجعل هذا الهيكل الرائع نموذجًا من نوعه".
جلب القرن العشرون تقنيات جديدة في علاج السرطان، بما في ذلك العلاج الإشعاعي. في عام 1921، زارت ماري كوري مستشفى نيويورك للسرطان، والذي تم تغيير اسمه آنذاك إلى المستشفى التذكاري العام لعلاج السرطان والأمراض المرتبطة به، لرؤية القبو المصنوع من الطوب والفولاذ حيث يحتفظ المستشفى بأربعة غرامات من الراديوم، وهو أكبر تراكم في العالم في ذلك الوقت. أكد الدكتور إدوارد إتش روجرز، الذي كان يرافقها، لصحيفة نيويورك تايمز أنه لا توجد حالة مسجلة لأحد تعرض لإصابة صحية بسبب الراديوم. كما نفى أن تكون كوري قد تعرضت لأذى من المواد المشعة، قائلا إنها كانت مريضة مؤخرا بسبب فقر الدم فقط.
في هذه الفترة بدأت مخاطر الراديوم في الظهور، مما أثار ادعاءات دفاعية من جانب أنصاره تحديداً بعد وفاة كاري كوري عام 1934، وليس من المستغرب أن يكون ذلك بسبب التسمم بالراديوم. بالنظر إلى الماضي، فإن علاجات الإشعاع المبكرة كانت في كثير من الأحيان أسوأ من المرض الذي كان من المفترض أن تشفيه. تسبب الإشعاع في حروق شديدة، وفي بعض الحالات، أنواع إضافية من السرطان. ربما كان مستشفى نيويورك للسرطان يعتبر نجاحاً بفضل نواياه الطيبة، لكن معاناة من كانوا بداخله لم تكن لها نهاية. في ظل ارتفاع معدلات الوفيات، كان لدى مستشفى نيويورك المركزي محرقة جثث خاصة به تقع في الطابق السفلي من المنشأة، وكان الأمر أكثر إثارة للرعب بسبب الرؤية، من خلال النوافذ القوطية، للمدخنة الطويلة إلى الغرب من المبنى الرئيسي.
بما أن السرطان ظل مميتًا إلى حد كبير، فقد واجه المستشفى مشاكل مالية. أصبح يُعرف باسم "الباستيل"، وهو مكان يجب أن يخافه المرضى والرعاة ويتجنبونه. في مطلع القرن العشرين، قام القائمون على إدارة المستشفى المحاصر بتغيير اسمه إلى مستشفى جنرال ميموريال، ثم مرة أخرى في أوائل عشرينيات القرن العشرين إلى مستشفى جنرال ميموريال لعلاج السرطان والأمراض المرتبطة به. على مدى عقود من الزمن، تحمل المستشفى تفانيه الشاق من أجل هدفه الأساسي المتمثل في إيجاد علاج للسرطان.

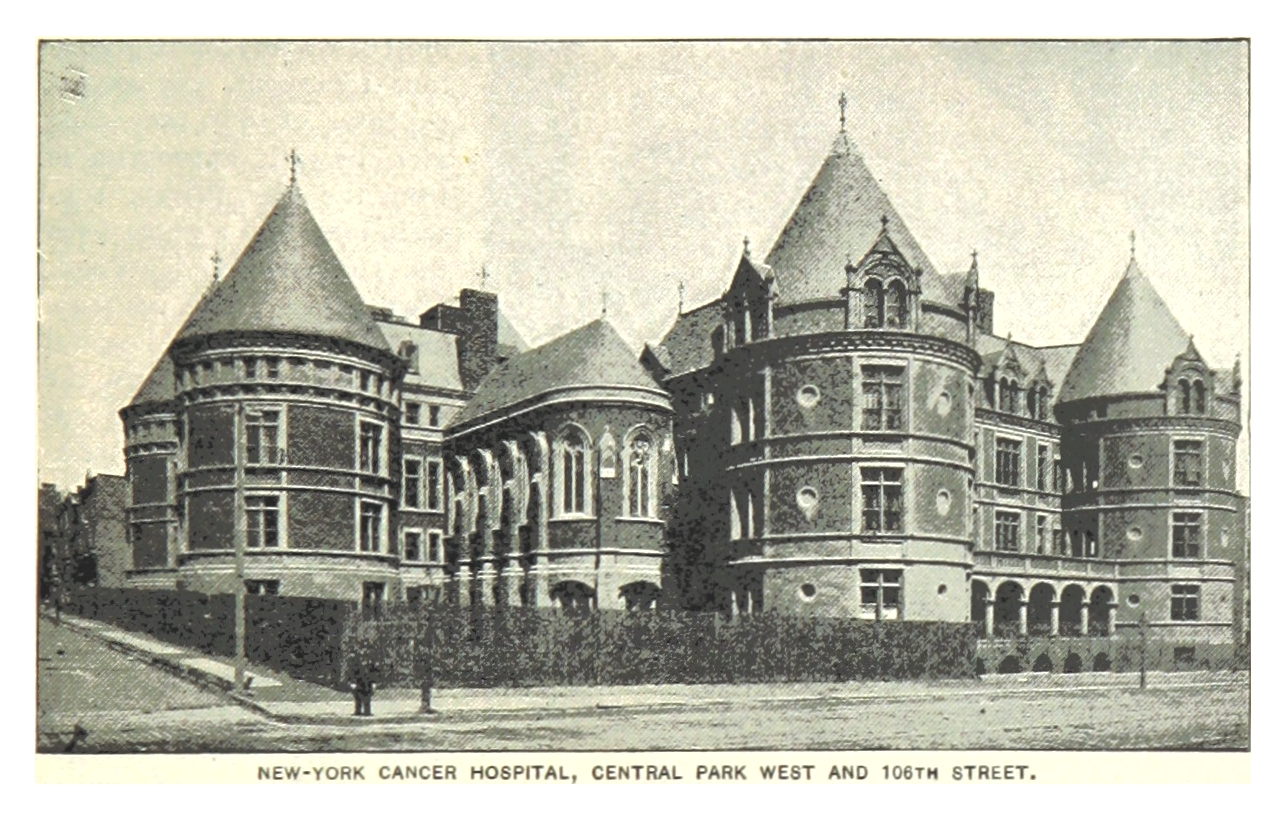
المستشفى عام 1893

في عام 1955، انتقل مستشفى جنرال ميموريال لعلاج السرطان والأمراض المرتبطة به من منشأة سنترال بارك ويست القديمة إلى موقعه الجديد على الجانب الشرقي. هناك تطور الأمر ليصبح ما يعرف اليوم بمركز ميموريال سلون كيترينج لعلاج السرطان . خلال هذه الفترة بدأ مبنى مستشفى نيويورك للسرطان في التدهور. تحت الملكية الجديدة لقطب دار التمريض برنارد بيرجمان، تم تحويلها إلى منشأة تسمى دار تمريض تاورز. أصبح دار التمريض فيما بعد سيئ السمعة بسبب إهماله وافتقاره للمعايير. وشهد المرضى المسنون على ظروف فظيعة، بما في ذلك عدم كفاية التدفئة، وتفشي الآفات، والإيذاء الجسدي والإهمال. لم يكن المرضى هم الوحيدين الذين تعرضوا للإهمال. كانت المرافق القديمة غير مرتبة، وقذرة، وكانت "رائحة نفاذة" تملأ الهواء. لقد أصبح المبنى الذي كان نظيفًا في السابق مكانًا مهجورًا حزينًا. وقد أعقب ذلك تحقيق على مستوى الولاية والحكومة الفيدرالية في أعقاب التحقيق في مزاعم الاحتيال على الرعاية الطبية والضرائب، مما أدى في النهاية إلى إغلاق الدار أبوابها في عام 1974. أصبح مستشفى نيويورك للسرطان السابق في حالة كارثية بعد إغلاق دار التمريض لدرجة أن الحديث دار حول هدمه قبل أن تقوم لجنة الحفاظ على المعالم في مدينة نيويورك بتصنيف مبنى المستشفى كمعلم تاريخي في عام 1976.

## إعادة البناء

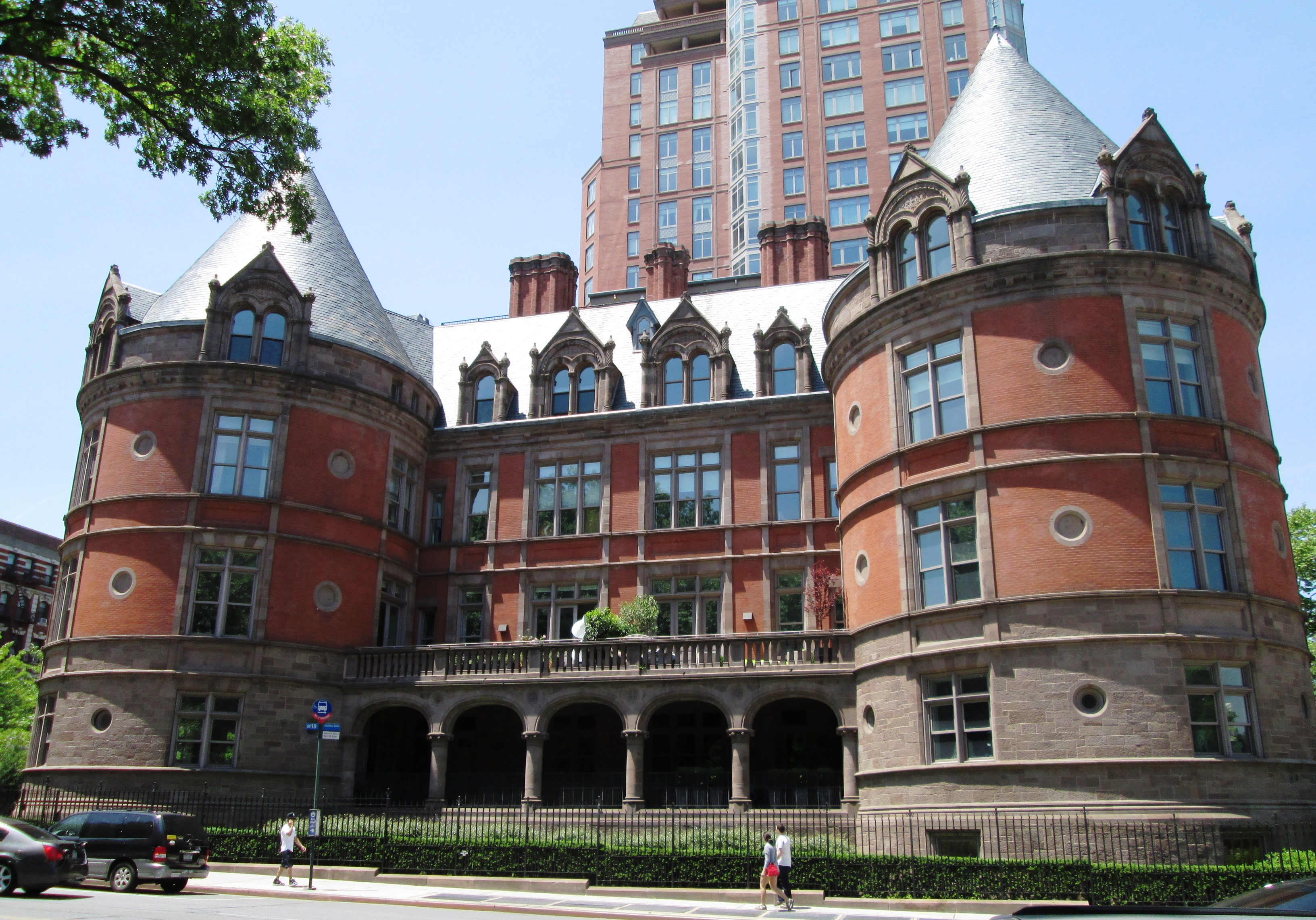

ظل المستشفى الطبي مهملاً، ومكتظاً بالأعشاب والنباتات، ومُخرباً لعقود عديدة. في الحي أصبح المبنى معروفًا شعبيًا باسم القلعة بسبب أبراجه الدائرية القوطية. على مر السنين، أعرب العديد من المطورين الواعدين عن اهتمامهم بالممتلكات المتدهورة. كان من بينهم رجل الأعمال الفندقي ومطور العقارات إيان شراجر، المعروف بأنه مالك جزئي لمبنى استوديو 54 ، والذي فشلت محاولته لتجديد المعلم وتحويله إلى شقق فاخرة. ظل المستشفى القديم مهجورا لمدة ثلاثة عقود تقريبا حتى مارس 2000، عندما شاركت شركة التطوير العقاري إم سي إل، ومقرها شيكاغو، وبفضل التمويل السخي، اشترى دانييل ماكلين، رئيس مجلس الإدارة والرئيس التنفيذي للشركة، العقار مقابل 21 مليون دولار وبدأ البناء. لكن مثل العديد من أسلافه، اضطر إلى إيقاف العمل بسبب الصعوبات المالية التي أعقبت هجمات 11 سبتمبر. تصور ماكلين خطة تدعو إلى تجديد شامل لبقايا المستشفى القديم وتحويلها إلى شقق سكنية فاخرة حديثة، بما في ذلك برج حديث جديد مكون من 26 طابقًا بجوار المبنى التاريخي. من بين المستأجرين الجدد جامعة كولومبيا، التي اشترت عدة طوابق كاملة لاستخدامها كسكن لأعضاء هيئة التدريس الكبار وكبار الشخصيات الزائرة. سمح شراء كولومبيا، بالإضافة إلى قرض البناء الجديد، لمشروع ماكلين بالعودة إلى المسار الصحيح بعد توقف العمل بسبب نقص المال بعد أحداث 11 سبتمبر.
بحلول أوائل عام 2005، اكتمل تحويل المستشفى التاريخي القديم إلى شقق سكنية، والتي تسمى الآن 455 سنترال بارك ويست، حيث بيعت الوحدات السكنية بحوالي 7 ملايين دولار. تسلط الشقق الجديدة في مبنى المستشفى القديم الضوء على ميزاتها المميزة، وأبرزها الغرف الدائرية الواسعة ذات الأسقف العالية، في حين تتمتع الشقق الموجودة في البرج الجديد بإطلالات رائعة على سنترال بارك. يستمتع المستأجرون بوسائل الراحة مثل السبا والمسبح الداخلي وخدمة الكونسيرج على مدار 24 ساعة. كان يُقال حتى ذلك الحين أن المبنى مسكون.